# Mandy Mulder
Mandy Mulder (Poeldijk, 3 de agosto de 1987) é uma velejadora neerlandesa, medalhista olímpica. Ela competiu nos Jogos Olímpicos de Verão de 2008 na classe Yngling e conquistou a medalha de prata, tendo totalizado 33 pontos nas onze regatas disputadas, ao lado de Annemieke Bes e Merel Witteveen.
Mulder começou a velejar em 1995 e compete a nível internacional desde 2001. Ela participou do Campeonato Mundial Júnior Laser 4.7 de 2002 , onde conquistou a medalha de bronze. Ela ganhou a prata no Campeonato Europeu Júnior Laser Radial em Breitenbrunn.